# Bodaträsket, Uppland
Bodaträsket är en sjö i Österåkers kommun i Uppland och ingår i Åkerström-Norrströms kustområde. Sjön har en area på 0,0826 kvadratkilometer och ligger 6,4 meter över havet.

## Delavrinningsområde
Bodaträsket ingår i det delavrinningsområde (659480-163751) som SMHI kallar för Rinner mot Säbyvik. Medelhöjden är 28 meter över havet och ytan är 19,16 kvadratkilometer. Det finns inga avrinningsområden uppströms utan avrinningsområdet är högsta punkten. Avrinningsområdets utflöde mynnar i havet, utan att ha någon enskild mynningsplats. Avrinningsområdet består mestadels av skog (69 procent). Avrinningsområdet har 0,13 kvadratkilometer vattenytor vilket ger det en sjöprocent på 0,7 procent. Bebyggelsen i området täcker en yta av 3,16 kvadratkilometer eller 17 procent av avrinningsområdet.